# دورات تكييف الهواء
تعمل أجهزة تكييف الهواء علي إمداد وتوزيع الهواء المكيف والذي تم ضبط درجة حرارته ورطوبته، وكذلك سحب الهواء الفاسد وخلط جزء منه بالهواء النقي ومعالجته للحصول علي هواء نقي بحيث يشعر الإسنان بالراحة. وتعمل كل أجهزة الهواء علي دورة تشتمل علي عمليات مختلفة مثل:

- عمليات التبريد.
- الترطيب أو إزالة الرطوبة.
- عمليات خلط الهواء الراجع بالهواء الخارجي.

## تصنيف دورات تكييف الهواء
يمكن تصنيف دورات تكييف الهواء حسسب أدائها إلي:
- دورات تكييف الهواء الصيفية:

تحتوي بحد أدنى علي عمليات تبريد وإزالة رطوبة وتنقية للهواء وتحريكه إلي المكان المراد تكييفه.
- دورات تكييف الهواء الشتوية:

تحتوي بحد أدنى علي عمليات تسخين وترطيب وتنقية للهواء.
- دورات تكييف الهواء السنوية:

تحتوي علي عمليات تبريد وإزالة رطوبة في الصيف، وعمليتي تسخين وتنقية للهواء.

## الوحدات المستخدمة في تكييف الهواء
تنقسم الوحدات المستخدمة في تكييف الهواء إلي:
1. وحدات تسخين الهواء:

و تشمل:
- الوحدات الكهربائية.
- التسخين بأفران حرق الوقود.
- التسخين باستخدام مائع وسيط.

2.وحدات ترطيب الهواء:

وتشمل:
- وحدات الترطيب باستخدام الأسطح.
- وحدات الترطيب باستخدام الرشاشات.

## وحدات تسخين الهواء

### الوحدات الكهربائية
عند إمرار تيار كهربي في سلك فإنه نتيجة للمقاومة الكهربية ترتفع درجة حرارة السلك. وتتوقف درجة الحرارة علي مدي المقاومة الكهربية بتناسب طردي، ويمكن أن تصل درجة الحرارة علي سطح السلك إلي 400 درجة مئوية، وهي درجة حرارة عالية عند مرور الهواء عليها يتبادل الحراراة مع السلك فيسخن الهواء.

عند استخدام السلك النيكل كروم كسخان بصورة مباشرة نلاحظ أن السخان يرفع درجة حرارة الهواء وكنتيجة لدرجة الحرارة العالية للسلك أحيانا تتم عملية تأين للهواء مما يعطيه رائحة مميزة، وقد يؤدي إلي تحويل ثاني أكسيد الكربون بالهواء إلي أول أكسيد الكربون مما يسبب صعوبة في التنفس، كما أن تعرض السلك للهواء يجعله يتأكسد وينقطع.

هذا النوع من السخانات يعطي كمية كبيرة من الحرارة بالإشعاع للأجسام المواجهة له، ومن الأفضل أن تكون هناك مسافة مناسبة بين جسم الإنسان والسخان حتي لا يحدث ارتفاع كبير في درجة حرارة سطح الجسم.

و لتحسين الأداء للسخانات الكهربائية يتم استخدام مراوح توضع قبل السلك لدفع الهواء بسرعة ومعدلات كبيرة فيتم تبريد السلك بسرعة لزيادة معدل إنتقال الحرارة، مما يؤدي إلي احتفاظه بدرجة حرارة أقل من الحالة الأولي، ويلاحظ أنه بالرغم من انخفاض درجة حرارة السلك إلا أن كمية الحرارة لا تتغير نتيجة زيادة كمية الهواء، ولكن تكون درجة حرارة الهواء مناسبة والتوزيع الحراري أفضل داخل المكان.

في الوحدات الكبيرة نلجأ إلي خفض درجات الحرارة مع زيادة مساحة سطح التبادل الحراري حتي يمكن الاستفادة بكل الطاقة الحرارية وذلك عن طريق وضع السلك محاطا بحلقات من الخزف الحراري، توضع داخل أسطوانة معدنية لها زعانف من الخارج ثم تسد الأطراف بواسطة طين حراري.

و يمكن تفريغ الهواء من داخل الإسطوانة قبل غلقها بالطين الحراري لمنع تأكسد السلك وتآكله وتكون الأسطوانات ذات أطول تتناسب مع قدرة التسخين ومقاومة السلك.

و يمتاز التسخين بالكهرباء بالنظافة في التشغيل وعند استخدام مقاومة متغيرة لتغير الفولت، يمكن تغيير قوة التسخين بسهولة ودقة ولكنه ذو تكلفة عالية نسبيا.

### التسخين بأفران حرق الوقود
عند حرق الوقود سواء كان صلبا كالخشب أو الفحم أو سائلا مثل البنزين والكيروسين والمازوت أو غازيا مثل البيوتان والميثان تنتج حرارة عالية يمكن استخدامها لتسخين المكان. في حالة الاستخدام المباشر داخل المكان يجب ملاحظة أن كمية الأكسجين تقل بمعدل سريع نتيجة لعملية الاحتراق ولابد من إدخال هواء نقي بمعدل يناسب الاحتياج لحرق الوقود وللتنفس. ويمكن استخدام الغازات الناتجة من إحتراق الوقود في تسخين الهواء بصورة غير مبائرة وذلك باستخدام مبادل حراري سطحي.

### التسخين باستخدام مائع وسيط
يمكن باستخدام السخان الكهربائي أو أفران الوقود تسخين مائع وسيط (الزيت أو الماء) ثم ينقل الزيت أو الماء أو يعرض مباشرة للهواء البارد فيرفع درجة حرارته وفي هذه الحالة يمكن أن يكون السخان الكهربائي أو غازات الفرن عند درجة حرارة عالية للإسراع في تسخين المائع الوسيط وتكون مساحة التبادل الحراري بين الهواء والمائع الوسيط كبيرة.

## وحدات ترطيب الهواء
يرطب الهواء عند إمراره وتعريضه للتلامس مع ماء وكلما كبرت مساحة السطح الملامس كلما إزدادت كفاءة وحدة الترطيب وتكون وحدة الترطيب في مسار الهواء حيث يدفع الهواء إلي أسطح مبللة بالماء أو يرش الماء في المسار لترطيبه.

### وحدات الترطيب باستخدام الأسطح
يرش الماء علي أسطح معدنية ويمرر عليها الهواء وتستخدم الأجسام المعدنية لزيادة مساحة التبادل للكتلة بين الماء والهواء وكذلك للاحتفاظ بالماء بسمك صغير حتي يسهل تبخره وانتقاله للهواء.

و تكون الأسطح عبارة عن عوارض خشب أو بلاستيك أو حلقات من خزف أو الأسمنت أو قش. ويمكن استخدام القماش حيث يغمس في الماء فيمتص الماء ثم يمرر الهواء علي القماش ليرطب.

### وحدات الترطيب باستخدام الرشاشات
يضغط الماء بواسطة مضخة ثم يدفع في مواسير مرصوصة داخل مسار معين للهواء (غرف الترطيب) ثم تركب علي المواسير رشاشات (بالإنجليزية: Nozzles)‏ ترش الماء على شكل مخروط وجزيئات صغيرة تعطي مساحة كبيرة للتبادل في الكتلة، ويمكن أن يرش الماء في اتجاه الهواء أو عكس اتجاه الهواء أو في كلا الاتجاهين، ثم يمرر الهواء خلال غرف الترطيب ثم تدفع ثانية بواسطة المضخة.